# Сурков, Константин Викторович
Константин Викторович Сурков (род. 3 марта 1956, Ивантеевка) — сотрудник правоохранительных органов, российский политик, член Совета Федерации (2005—2013).

## Биография
В 1983 году окончил Высшее политическое училище имени 60-летия ВЛКСМ МВД СССР по специальности «юрист-политработник», в 1992 году — Академию МВД Российской Федерации с квалификацией «организатор правоохранительной деятельности».
С 1973 по 1974 год работал транспортировщиком на фабрике имени Рудой в Ивантеевке, с 1974 по 1976 год проходил срочную службу в Советской армии.

С 1976 по 1978 год учился в специальной средней школе милиции МВД СССР в Орле.

В 1978 году начал службу старшим оперуполномоченным уголовного розыска Пушкинского управления внутренних дел, с 1986 по 1990 год занимал должность заместителя начальника Пушкинского УВД.

С 1992 по 1996 год — адъюнкт, старший преподаватель Академии МВД в Москве.

В 1996 году назначен ведущим научным сотрудником Всероссийского научно-исследовательского института МВД, с 1997 по 1998 год являлся заместителем начальника ВНИИ МВД РФ.

Доктор юридических наук, профессор, академик РАЕН, автор более ста учебников, монографий и статей.
В 1998—1999 годах — заместитель начальника Главного правового Управления МВД РФ города Москва.

В 1999—2001 годах — заместитель председателя Государственного Комитета РФ по делам Севера.

С 2001 года являлся полномочным представителем Счётной палаты Российской Федерации в Совете Федерации, советником председателя Счётной палаты.
13 апреля 2005 года депутаты Читинской областной думы большинством в 35 голосов из 36 отменили своё решение от 16 декабря 2004 года о наделении полномочиями члена Совета Федерации, представителя законодательной власти Читинской области члена федерального политсовета Союза правых сил и лидера петербургского регионального отделения партии Григория Томчина (СФ не стал рассматривать его кандидатуру на предмет подтверждения полномочий) и по рекомендации спикера Анатолия Романова избрали сенатором от Читинской области Константина Суркова.
27 апреля 2005 года постановлением № 120-СФ верхняя палата парламента подтвердила полномочия Суркова.
С апреля 2005 года состоял в Комиссии Совета Федерации по взаимодействию со Счётной палатой Российской Федерации, в декабре 2005 года избран первым заместителем председателя Комиссии. С мая 2005 года — член Комитета СФ по конституционному законодательству.
В 2007 году К. В. Суркову присвоено почётное звание «Заслуженный юрист Российской Федерации».
В 2008 году Читинская область вошла в состав Забайкальского края.
15 декабря 2010 года Совет Федерации постановлением № 554-СФ прекратил полномочия Суркова как представителя Читинской области, подтвердил его полномочия как представителя законодательного органа государственной власти Забайкальского края на основании решения Законодательного собрания края от 28 октября 2008 года № 21, а также освободил К. В. Суркова от должности первого заместителя председателя Комиссии по взаимодействию со Счётной палатой.
С декабря 2010 по ноябрь 2011 года являлся заместителем председателя Комитета СФ по конституционному законодательству, членом Комиссии СФ по взаимодействию со Счётной палатой РФ, членом Комиссии СФ по делам молодёжи и туризму. В ноябре 2011 года избран первым заместителем председателя Комитета по регламенту и организации парламентской деятельности.
Постановлением Совета Федерации № 344-СФ от 25 сентября 2013 года полномочия К. В. Суркова досрочно прекращены с 16 сентября 2013 года.